# Tyrannochthonius stonei
Espèce
Tyrannochthonius stonei est une espèce de pseudoscorpions de la famille des Chthoniidae.

## Distribution
Cette espèce est endémique de Maui à Hawaï,. Elle se rencontre dans la grotte KaluAuAu Dripping Cave à Ulupalukua.

## Description
La femelle holotype mesure 1,74 mm.

## Étymologie
Cette espèce est nommée en l'honneur de Fred D. Stone.

## Publication originale
- Muchmore, 1989 : A third cavernicolous Tyrannochthonius from Hawaii (Pseudoscorpionida: Chthoniidae). Pan-Pacific Entomologist, vol. 65, no 4, p. 440-442 (texte intégral).